# Science fiction-film

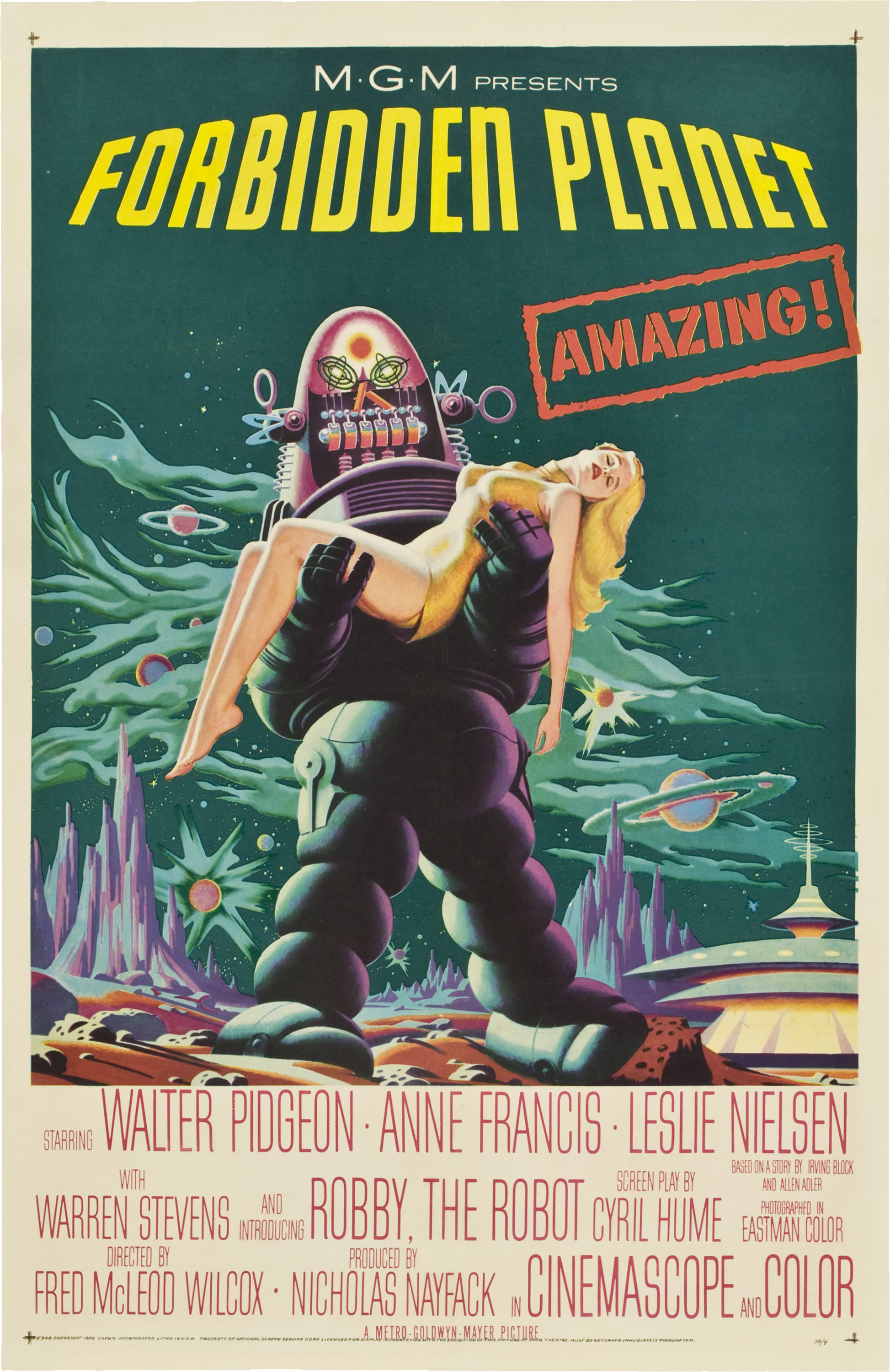
Förbjuden värld (1956).

Science fiction-film (förkortas ibland SF-film) är lika gammal som filmkonsten i sin helhet. Genren innehåller mycket specialeffekter, eftersom den ofta behandlar sådant som ännu inte är möjligt för människan, som besök på andra planeter eller skapandet av levande varelser av död materia. De första som gjorde science fiction-film var bröderna Lumière och Georges Méliès kring sekelskiftet 1800/1900. Senare spreds intresset till övriga Europa och till USA. Under 1920-talet skapades i Europa några av genrens mästerverk, bland annat av Fritz Lang. 1930- och 1940-talet kännetecknades av amerikanska monster, galna vetenskapsmän och superhjältar, vilka gärna återkom i uppföljare efter uppföljare.

## Historia

### Fransmännen Lumière och Méliès: 1890-1910-talet
Redan från början stod det klart att film var ett alldeles utmärkt medium för science fiction. En av Auguste och Louis Lumières första enminutsfilmer, Charcuterie Méchanique, som ingick i deras filmvisning den 28 december 1895, var en komisk science fiction-film om en framtida maskin där man i ena änden stoppar in levande djur och i andra änden faller det ut färdiga charkuteriprodukter. Georges Méliès, som var teaterman, tecknare och scenmagiker, lät sig inspireras och skapade 1897 de två korta science fictionfilmerna Chirurgien Americain, om kirurger som transplanterar organ i försköningssyfte, och Les rayons Roentgen, som driver med de nyupptäckta röntgenstrålarnas användning.

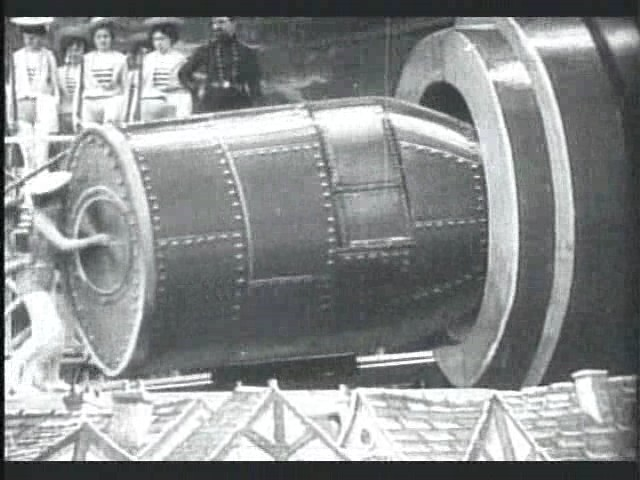
Bild från Méliès Resan till månen

Den första längre science fiction-filmen som gjordes var Méliès Resan till månen (Le voyage dans la Lune) från 1902, en filmatisering av på samma gång Jules Vernes Från jorden till månen från 1865 och H.G. Wells De första männen på månen från 1901. Resan till månen var 13 minuter lång och bestod av 30 scener. Denna, i den tidens ögon, långa film var ett stort chanstagande från Méliès sida, då den var hela 260 m lång och kostade 30 000 franc, vilket betydde att han behövde sälja den i minst 40 kopior för att gå runt. Vid den tiden fanns det högst 10 stycken fasta biografer i hela Europa, och de kringresande filmvisarna köpte ytterst sällan filmer som var längre än 100 m. Vågspelet med den "långa" handkolorerade stumfilmen Resan till månen blev dock en succé som banade väg för både Méliès kommande filmer de närmaste åren och för filmen i stort.
Méliès var den tidiga trickfilmningens mästare och gjorde förutom dessa verk en mängd andra filmer, bland andra En världsomsegling under havet (Vingt mille lieus sous les mers) 1907, Le tunnel sous la Manche 1908 och Nordpolens erövring (A la conquête du Pôle) 1912, där han utvecklade de filmtekniker som skulle bli så viktiga framöver. Nordpolens erövring, som var något längre än 600 m och producerades för filmbolaget Pathé, blev dock ingen framgång då den vuxna filmpublikens smak hade ändrats från förtjusning över fantastiska berättelser till förmån för realistisk film. Filmen visades därför som barnmatiné.

### Utmanare från båda sidor av Atlanten: 1910-talet

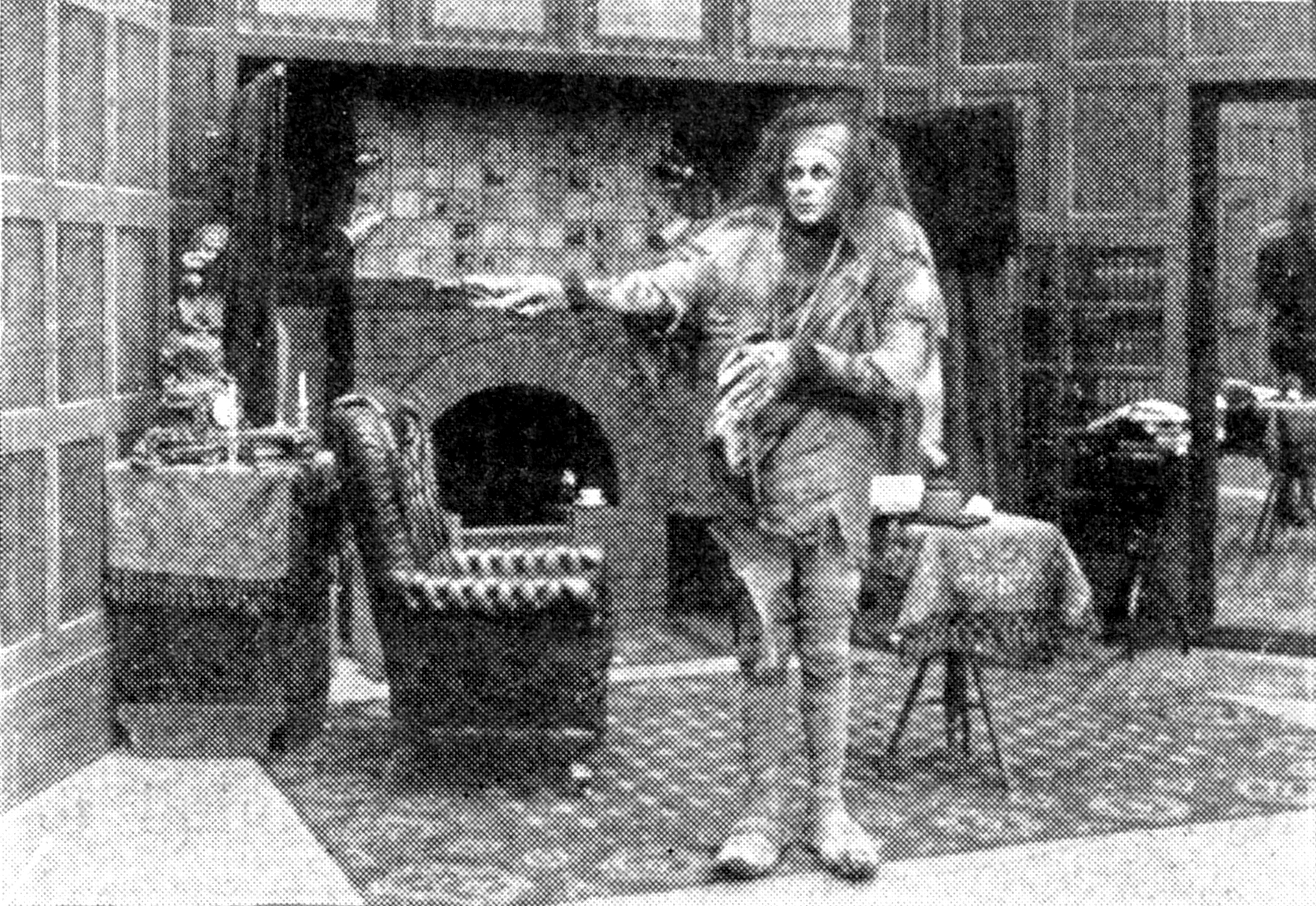
Frankenstein, 1910

Méliès genombrott med Resan till månen visade filmfabrikanterna i Europa och USA att spektakulär fiktionsfilm var ett framgångskoncept, men att den krävde genomarbetad regi för att betala sig. 1911 gjorde franska Pathé Dans cent années som satiriserade kvinnorättsrörelsen genom att visa en framtidsvision av New York år 2011, där männen, iklädda kvinnokläder, för en undanskymd tillvaro medan kvinnorna styr världen iklädda manskläder. Samma år kom den brittiska The Pirates of 1920, även den en framtidshistoria men inte om könsroller utan om kampen mellan pirater till luftskepp, och amerikanen D.W. Griffiths The Inventor's Secret om tillkomsten av en mänsklig robot.
Filmtekniken, liksom tekniken kring filmen, utvecklades för att kunna visa mer realistiska berättelser än tidigare. De första autentiska undervattensscenerna, till amerikanen Stuart Patons version av En världsomsegling under havet (Twenty Thousand Leagues Under the Sea) från 1916, krävde en specialkamera. Även dansken Holger-Madsens film om en rymdresa Mars tur och retur och om fredspredikande utomjordingar, Himmelsskeppet (Himmelskibet) från 1917, var påkostad och förhållandevis realistisk. Himmelsskeppet, som skrevs av Sophus Michaëlis och Ole Olsen och producerades av det danska produktions- och distributionsföretaget Nordisk Films Kompagni, blev dock ingen framgång hos publiken som tyckte att filmens fredsbudskap var naivt och filmens regi fantasilös.

### Europeiska mästerverk: 1920-talet
Enligt science fiction-kännaren John-Henri Holmberg skapades i Europa några av genrens få mästerverk under 1920-talet: René Clairs Paris sover (Paris qui dort) 1923 i Frankrike, Lev Kulesjovs Lutj smerti och Jakov Protazanovs Aelita (Aélita) 1924 i Sovjetunionen,
Jean Renoirs icke fullbordade Sur un air de charleston 1927 i Frankrike samt Fritz Langs Metropolis 1927
 och Månraketen (Frau im Mond) 1929 i Tyskland. Dessa sex filmer är, enligt Holmberg, vuxna och konstnärliga spekulationer, vilket science fiction skall kännetecknas av.
René Clair formulerade ett manifest, som han gav ut i samband med sin debutfilm Paris qui dort, vari han hävdade att filmens estetik låg i rörelsen snarare än i livlösheten. I Paris qui dort illustrerar han detta genom Eiffeltornsvaktmästaren Albert, som tillsammans med några få andra undkommer en osynlig stråles förlamning. Resten av Paris har dock drabbats av den, vilket får till effekt att allt har stannat upp. Albert och de övriga som inte drabbats går runt i den förstenade staden och betraktar människorna i sina fastlåsta ögonblick och ser då sådant de annars inte skulle ha sett, som stöld och förbjudna möten. Så småningom bryts strålens effekt och allt återgår till det normala svekfulla, lögnaktiga och hetsiga livet. Även Lutj smerti, skriven av Vsevolod Pudovkin, handlar om en stråle - titeln kan översättas "Dödsstråle". Kulesjov genomförde filmen enligt konstruktivistiska ideal, vilket innebar att försöka överföra ingenjörskonsten till filmen bland annat genom användandet av montage och genom användandet av akrobatiska och rytmiska skådespelare vars karaktärstyp, utseende och pantomimiska förmåga är viktigare än deras inlevelseförmåga i rollen. Filmen blev dock inte särskilt lyckad.
Sovjetunionens första science fiction-film var Jakob Protazanovs Aelita, baserad på Aleksej Tolstojs roman Aelita. I Aelita visas ett futuristiskt Moskva av 1920 och en hårt stiliserad och konstruktivistisk framställning av livet på planeten Mars, vilket väckte uppmärksamhet. 
Komedin Aelita handlar om ingenjören Los som drömmer om tekniska framsteg, att bygga ett rymdskepp och om att bli den förste kosmonauten. I en dröm initierar han och två andra Marsresenärer en revolution mot den tyranniske androgyna Aelitas totalitära regim på Mars. Berättelsen kompliceras av ett svartsjukedrama mellan Los, hans hustru, en kontrarevolutionär svartabörshaj och Aelita. Aelita blev en stor framgång i Sovjetunionen.
Fritz Lang fick inspirationen till mastodontfilmen Metropolis från New York, när han var i USA på studiebesök 1924. Hemma i Tyskland mötte han motstånd från filmbolaget UFA, som tyckte idén verkade vara för dyr. Lang kontrade med att det inte var hans tidigare filmer, vilka varit framgångsrika såväl ekonomiskt som anseendemässigt, som lett till UFA:s finansiella problem, utan bolagets rutinfilmer. Dessutom skulle han använda sig av fotografen Eugen Shüfftan och dennes optiska trickfilmning vilket skulle minska utgifterna för ateljébyggen då en del kulisser kunde ersättas av modeller med hjälp av fotograferingsmetoden the Shufftan process, vilken innebär ett system av dubbla linser, speglar och miniatyrer. Manuset skrevs av Langs hustru Thea von Harbou. Metropolis handlar om världsstaden Metropolis där överklassen lever högst upp i höghus med soliga altaner medan arbetarna bor under jorden i bergrum. Däremellan ligger fabriksstaden dit arbetarna transporteras via hissar. Arbetarflickan Maria predikar bland arbetarna att enda sättet att få det bättre är om hjärtat får medla mellan hjärnan, representerad av överklassen, och handen, representerad av arbetarna. När stadens ledare John Fredersen hör detta blir han rädd och ser till att Maria blir kidnappad så att hans trogne vetenskapsman Rotwang skall kunna skapa en robotkopia av henne som kan så split bland arbetarna. Robot-Maria lyckas få arbetarna att genom en revolt skapa en översvämning som hotar att dränka deras barn. Katastrofen undanröjs av Fredersens son Freder, förälskad i Maria, som befriar Maria ur fångenskapen och tillsammans lyckas de rädda barnen. Berättelsen slutar med att den onde vetenskapsmannen besegras, Fredersen och arbetarnas förman skakar hand - hjärtat (kärleken mellan Freder och Maria) har medlat mellan hjärnan (Fredersen) och handen (arbetarna genom förmannen).
Inspelningen, som tog 17 månader och kostade 5 miljoner mark vilket var UFA:s dittills dyraste film, kännetecknades av hårda villkor för skådespelarna, hot om nedläggning då UFA höll på att gå bankrutt, expressionistisk abstraktion och perfektion men gav till resultat en långfilm på 3,5 timmars speltid som blev ett konstnärligt såväl som ekonomiskt bakslag. Adolf Hitler och Joseph Goebbels gillade den dock, vilket ledde till att Lang fick erbjudandet att bli chef för den tyska filmproduktionen. 
Lang, som hade en judisk förälder, avböjde anbudet och flydde från Tyskland. Thea von Harbou, som beundrade Hitler, stannade. Lang och Harbou fortsatte dock sitt samarbete och efter en ekonomisk succé skrev de Månraketen vilken UFA gärna ville finansiera, då de tyckte den var lämplig för en helt ny filmgenre: science fiction-filmen.
Thrillern Månraketen handlar om ett konsortium storfinansiärer som försöker manipulera vetenskapsmän att konstruera en månraket så att de kan fara till månen för att där gräva guld.
 Astronomen Willy Ley och den främste experten på tänkta rymdresor och rymdraketer, Hermann Oberth, fungerade som rådgivare för månlandskapets formgivning, astronauternas upplevelser av rymdfärden inklusive tyngdlöshet och för byggandet av rymdskeppet, vilka därmed blev väldigt trovärdiga och i efterhand konstaterat korrekta. Filmen blev 2,5 timmar lång och Langs avsked till stumfilmen.

### Amerikanska monster och galna vetenskapsmän: 1930-talet
I och med uppkomsten av 1920-talets amerikanska science fiction-tidskrifter fick litteraturgenren science fiction i USA stämpeln som dålig underhållningslitteratur för pojkar. Skiftet i syn på genren nådde snart även den amerikanska filmen, vilket förde med sig att den europeiska och den amerikanska science fiction-filmen gick skilda vägar. Under samma period som det i Europa skapades klassiska mästerverk skapades de första science fiction-äventyrsfilmerna i USA. Science fictions anseende skulle komma att dala i Europa först efter andra världskriget då de amerikanska novelltidskrifterna började exporteras dit.

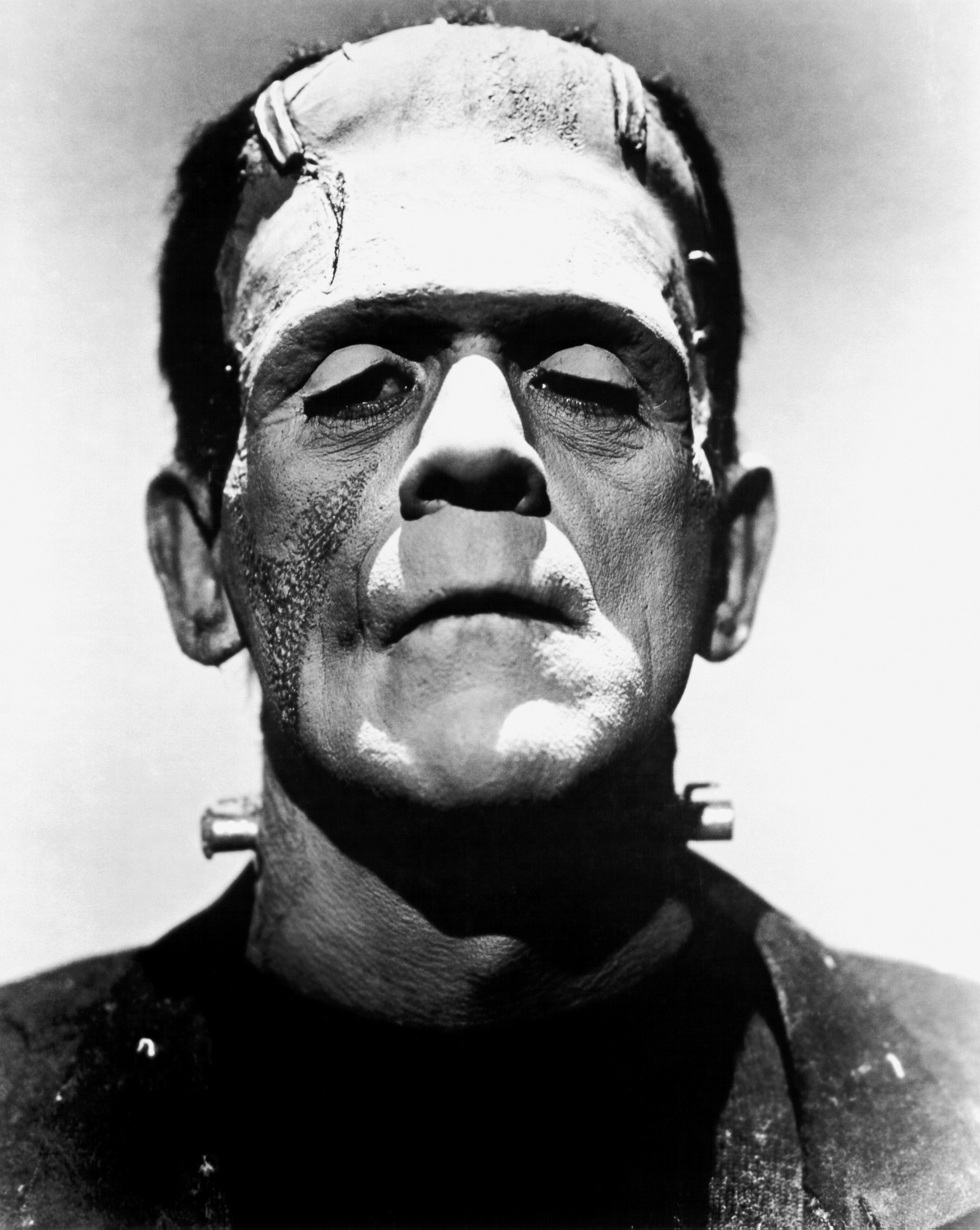
Boris Karloff som Frankensteins monster i James Whales Frankenstein 1931

Under 1930-talet, med ljudfilmens intåg och de allt mer kostnads- och teknikkrävande produktionerna tog amerikansk film och filmberättande nästan helt över genren. Den engelske teaterregissören James Whale började sin Hollywoodkarriär 1930 genom att regissera en filmatisering av en pjäs, och fortsatte filmregisserandet genom att regissera Frankenstein (Frankenstein) 1931, vilket totalt blev den tredje filmversionen men den första ljudfilmsversionen av Mary Shelleys roman Frankenstein eller den nye Prometeus. Whales version baserades även på den då aktuella pjäsversionen av berättelsen, Frankenstein; An Adventure in the Macabre av författaren Peggy Webling. Han lyckades trots det ge filmen en uttrycksfull filmgestaltning fri från känslan av att vara filmad teater. Whales Frankenstein blev en stor publiksuccé som spelade in produktionskostnaderna många gånger om och blev upptakten till den långa raden monsterskräckfilmer som därefter producerades.
 I Shelleys roman dör uppfinnaren Frankenstein, men filmproducenten Carl Leammle Jr lät ändra filmens slut så att det skulle gå att göra uppföljare. Först 1935 kom Whales uppföljare, Frankensteins brud (The Bride of Frankenstein), vilken blev hans höjdpunkt bland skräckfilmerna. Whales Frankensteinfilmer följdes av åtskilliga uppföljare av andra regissörer för att 1944 kulminera i Frankensteins hus (House of Frankenstein) av Erle C. Kenton, en film som samlade Frankensteins monster, Greve Dracula och Varulven, tre monster från filmbolaget Universals många framgångsrika skräckfilmer.
Mellan filmerna om Frankenstein och hans monster gjorde Whale bland annat Den osynlige mannen (The Invisible Man) 1933, baserad på H.G. Wells roman. Whale var dock inte den ende som vid denna tid filmatiserade H.G. Wells berättelser, andra var Erle C. Kenton som 1932 filmade Island of Lost Souls baserad på romanen Dr Moreaus ö, och William Cameron Menzies som 1936 filmade Tider skola komma (Things to Come) baserad på romanen Tider skola komma (The Shape of Things to Come). Tider skola komma är, enligt Holmberg, en viktig science fiction-film eftersom den behandlar idékonflikter och idéer seriöst.
Frankenstein och filmatiseringarna av Wells romaner visade att berättelser om galna vetenskapsmän i högsta grad var gångbara. Således skapades flera filmer och filmserier på detta tema, exempelvis Den osynliga strålen (The Invisible Ray) 1936 av Lambert Hillyer och den 12 avsnitt långa filmföljetongen The Phantom Creeps från 1939 regisserades av Ford Beebe och Saul A. Goodkind.

### Amerikanska superhjältar: 1930-1940-talet

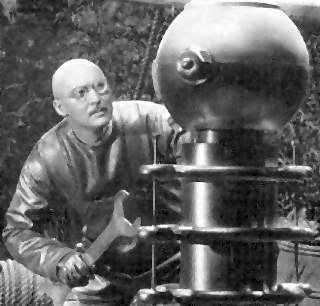
Albert Dekker som den galne vetenskapsmannen Dr. Alexander Thorkel i filmen Dr. Cyclops

Med början under 1930-talet och fortsatt in i 1940-talet spelades det in många filmer och filmserier baserade på tecknade serier, och då i synnerhet sådana som handlar om superhjältar. Först ut var filmföljetongerna Blixt Gordon (Flash Gordon) 1936, regisserad av Frederick Stephani, i 13 delar, och Buck Rogers 1939 i 12 delar, följt av filmer om Captain Marvel, Captain America, Läderlappen och Stålmannen (Stålmannen och spindelligan (Superman) från 1948 av Thomas Carr och Spencer Bennet).
En helt annan sorts science fiction-film var Dr. Cyclops (1940) av Ernest B. Schoedsack. Dr. Cyclops, som baseras på Henry Kuttners roman Dr. Cyclops, handlar om hur annorlunda och hotfull världen kan te sig för några människor som blivit rejält krympta.

### Besökare från rymden: 1950-talet

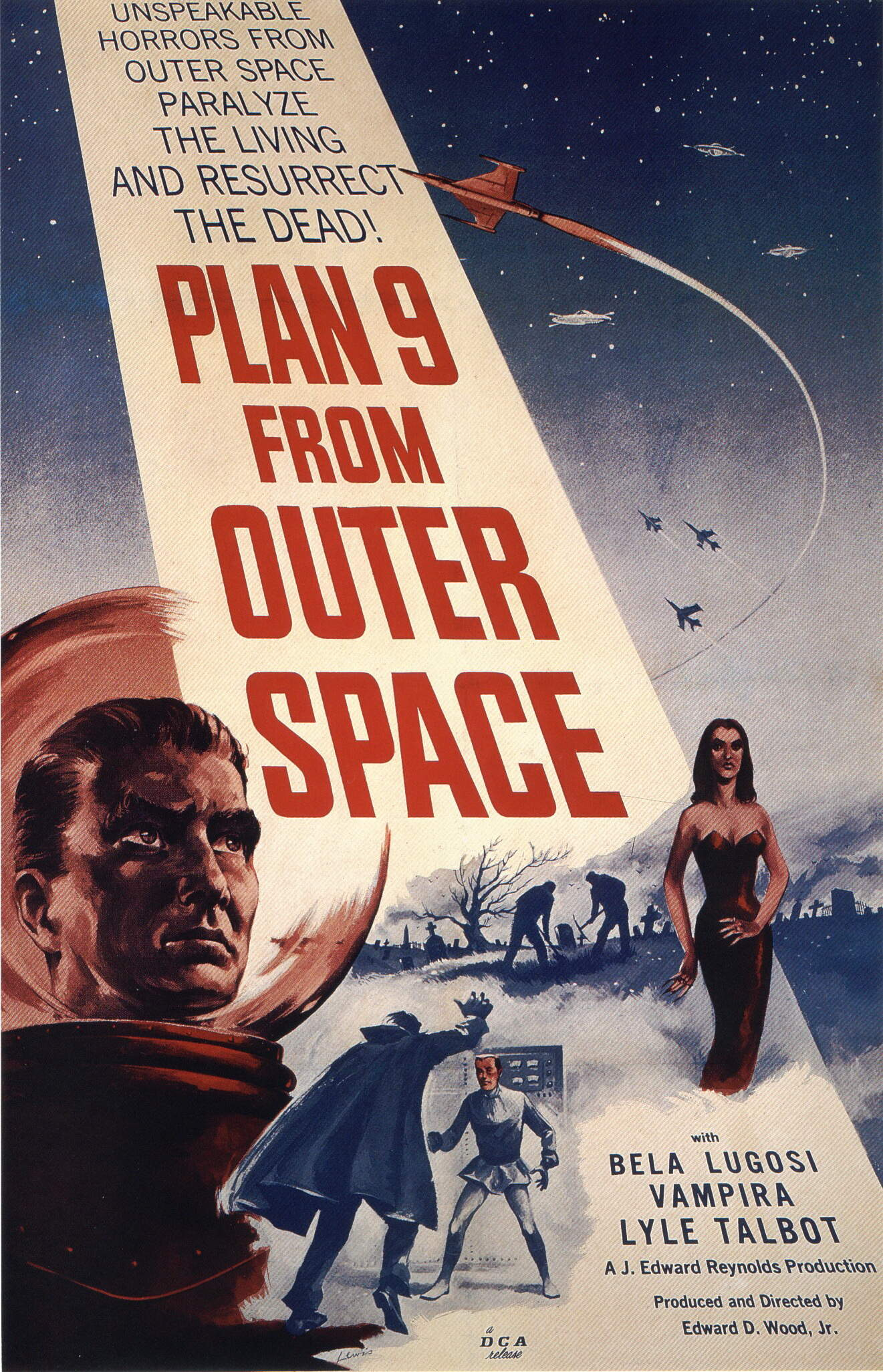
Under 1950-talet gjordes många science fiction-filmer av varierande kvalitet. Plan 9 from Outer Space har ofta kallats för en av världens sämsta filmer.

Science fictions status höjdes i USA efter andra världskriget som ett resultat av verklighetens tekniska landvinningar, landvinningar som skulle komma att leda till atomkraft och rymdraketer. Både Månraketen - även känd som Destination månen - (Destination Moon) 1950 av Irving Pichel, och Raketskeppet X-M (Rocketship X-M) 1950 av Kurt Neumann
 handlar om den första månlandningen. Månraketen, som baseras på romanen Rocket Ship Galileo av Robert A. Heinlein och producerades av George Pal, är uppbyggd som en dokumentär vilket, enligt Holmberg, gör den omständlig och långtråkig. Den är dock påkostad och förutsåg realistiskt hur en månlandning verkligen skulle komma att gå till. Rådgivare var raketforskaren Hermann Oberth, som tidigare varit rådgivare för Langs Månraketen, dekoren gjordes av Chesley Bonestell som var den då främste astronomimålaren, 
och trickeffekterna stod Pal för vilket han fick en Oscar för. Ironiskt nog, enligt Holmberg, har Raketskeppet X-M, som är en orealistisk skröna om hur månexpeditionen hamnar på Mars istället för på månen, klarat tidens tand bättre än Månraketen.
Den första filmen som handlar om ondskefulla invadörer från rymden, rymdvarelser som dessutom kan ta över människornas vilja, kom dock redan 1945, nämligen The Purple Monster Strikes av Spencer Gordon Bennett, i 15 avsnitt. Efter att piloten Kenneth Arnold i juni 1947 rapporterat att han under en flygning observerat flygande föremål som han beskrev som "tefatsliknande" fick berättelser om besökande rymdvarelser ett uppsving. 1951 kom två filmer som behandlade ämnet på ett, enligt Holmberg, vuxet sätt: Mannen från Mars (The Day the Earth Stood Still) och The Thing.Mannen från Mars, baserad på Harry Bates Farewell to the Master och i regi av Robert Wise, handlar om hur utomjordingar kräver att människorna på Jorden slutar upp med att vara så aggressiva.The Thing, baserad på John W. Campbells Who Goes There? och i regi av Christian Nyby, handlar om en expedition som i Arktis upptäcker ett rymdskepp och dess utomjordiska besättningsman. Expeditionens militärer ser varelsen som ett monster som skall dödas för allas säkerhet medan expeditionens forskare ser varelsen som unik och skyddsvärd trots att företaget att bevara den vid liv sätter expeditionsmedlemmarnas liv på spel. I USA rasade vid den tiden debatten om huruvida kärnvapen var militärens eller forskningens ansvar, så konflikten mellan forskningsintressen och militära säkerhetsintressen var vid den tiden högst aktuell. Holmberg hävdar att The Thing har setts som ett tidigt exempel på amerikansk skräck för kommunismen, uttryckt som film om ondskefulla monster.

## Moderna filmer
Bland de modernare science fiction-filmerna ingår Star Wars-filmerna, Star Trek-filmerna och Alien-filmerna.

## TV-serier
Ett antal TV-serier från 1960-talet lyckades uppnå kultstatus, eller har gjort det i efterhand. Förutom Star Trek som slog internationellt och som i slutet av 1990-talet visade tre serier samtidigt i många länder, nådde Doctor Who och Raumschiff Orion motsvarande framgångar i Storbritannien respektive Västtyskland. I vissa fall rådde skarp konkurrens och absolut sekretess kring manus, och bland tittarna var det ofta så att om man följde Babylon 5 så ratade man Star Trek och vice versa. Dessa två serier var liksom Stargate som kom kring millennieskiftet av klar matinéstatus med ofta rena och prydliga rymdskepp eller stationer. Hjältarna räddades av läkare som tillämpade en medicin som ligger hundratals år in i framtiden, eller om inte annat av fungerande avancerad teknologi som tillät att människor teleporterades bort från faran genom att på en sekund brytas ned på subatomisk nivå och sättas ihop igen långt därifrån. En helt annan typ av serier var Battlestar Galactica och uppföljaren Caprica, med terrorism, folkmord och en teknologi som vänt sig emot människan på schemat. Där mötte en vuxen publik en flyende, svältande, paranoid och rasistisk människospillra utan egentliga hjältar som ägnade sig åt statskupper, mord, avrättningar, tortyr, religiös fanatism och andra grymheter på kärnvapenskadade, skitiga, oljeindränkta och läckande rymdskepp där läkarna skar med skalpeller och använde dropp och i något fall kedjerökte och söp. 
I Storbritannien står Gerry Anderson bakom många science fiction-serier, men de flesta är inte längre än en eller ett par säsonger. 
I Nordamerika gjordes nästan all science fiction för TV i USA, men efter millennieskiftet och ett antal serier som inte fått en tillräckligt stor publik har det blivit svårare för serieskapare att sälja sina idéer till filmbolagen i Kalifornien och på annat håll i USA. I stället har Kanada alltmer seglat upp som produktionsland.